# 利维奥·弗兰切斯基尼
利维奥·弗兰切斯基尼（義大利語：Livio Franceschini，1913年4月14日—1975年），意大利男子篮球运动员。他曾代表意大利获得1936年夏季奥运会篮球比赛男子第七名。他也曾在1937年欧洲篮球锦标赛上获得亚军。